# Киселёв, Всеволод Иванович
Все́волод Ива́нович Киселёв (род. 10 сентября 1953, Рига, Латвийская ССР) — российский учёный, врач, специалист в области молекулярной биологии, биохимии, молекулярной медицины и биотехнологии. Член-корреспондент РАМН (с 2011) и РАН (с 2014), доктор биологических наук, профессор, заместитель директора по научной работе Института онкогинекологии и маммологии ФГБУ «Национальный медицинский исследовательский центр акушерства, гинекологии и перинатологии им. акад. В. И. Кулакова» Министерства здравоохранения РФ. Дважды лауреат премии Правительства РФ в области науки и техники (2005, 2011), лауреат Международной премии Галена (Prix Galien Russia) (2014), лауреат Национальной премии лучшим врачам России «Призвание» (2018).
Область научно-практической деятельности: разработка и внедрение новых современных методов диагностики, патогенетической профилактики и лечения социально значимых заболеваний. Разработка нового поколения лекарственных средств, действующих на молекулярные механизмы патологической пролиферации и раннего канцерогенеза органов репродуктивной системы. Исследования в области эпигенетических механизмов роста злокачественных опухолей.
Автор более 200 научных трудов, опубликованных в России и за рубежом, включая 15 монографий. Индекс Хирша — 21. Является автором 41 патента РФ на изобретение и 15 международных патентов.

## Биография

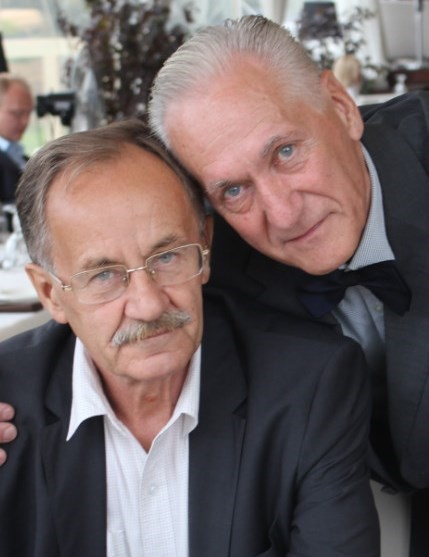
Старшие братья В. И. Киселёва — Олег Иванович Киселёв и Виталий Иванович Киселёв

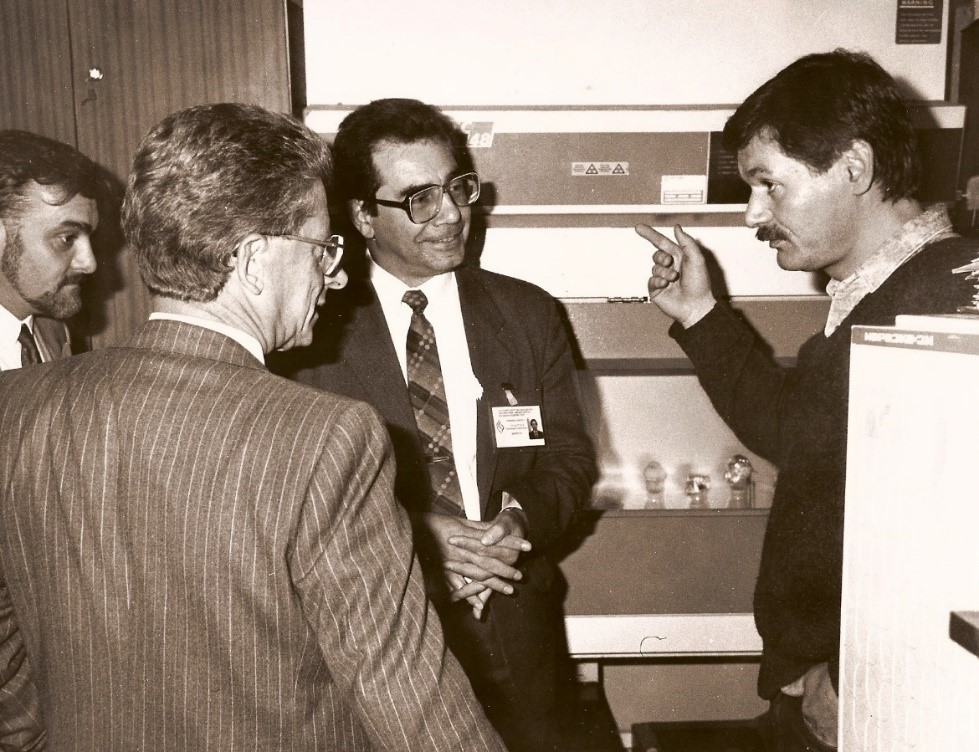
В. И. Киселёв (справа) и Е. С. Северин (в центре) во время визита коллег из Германии (слева) во Всероссийский Научный центр молекулярной диагностики и лечения (1990-е годы)

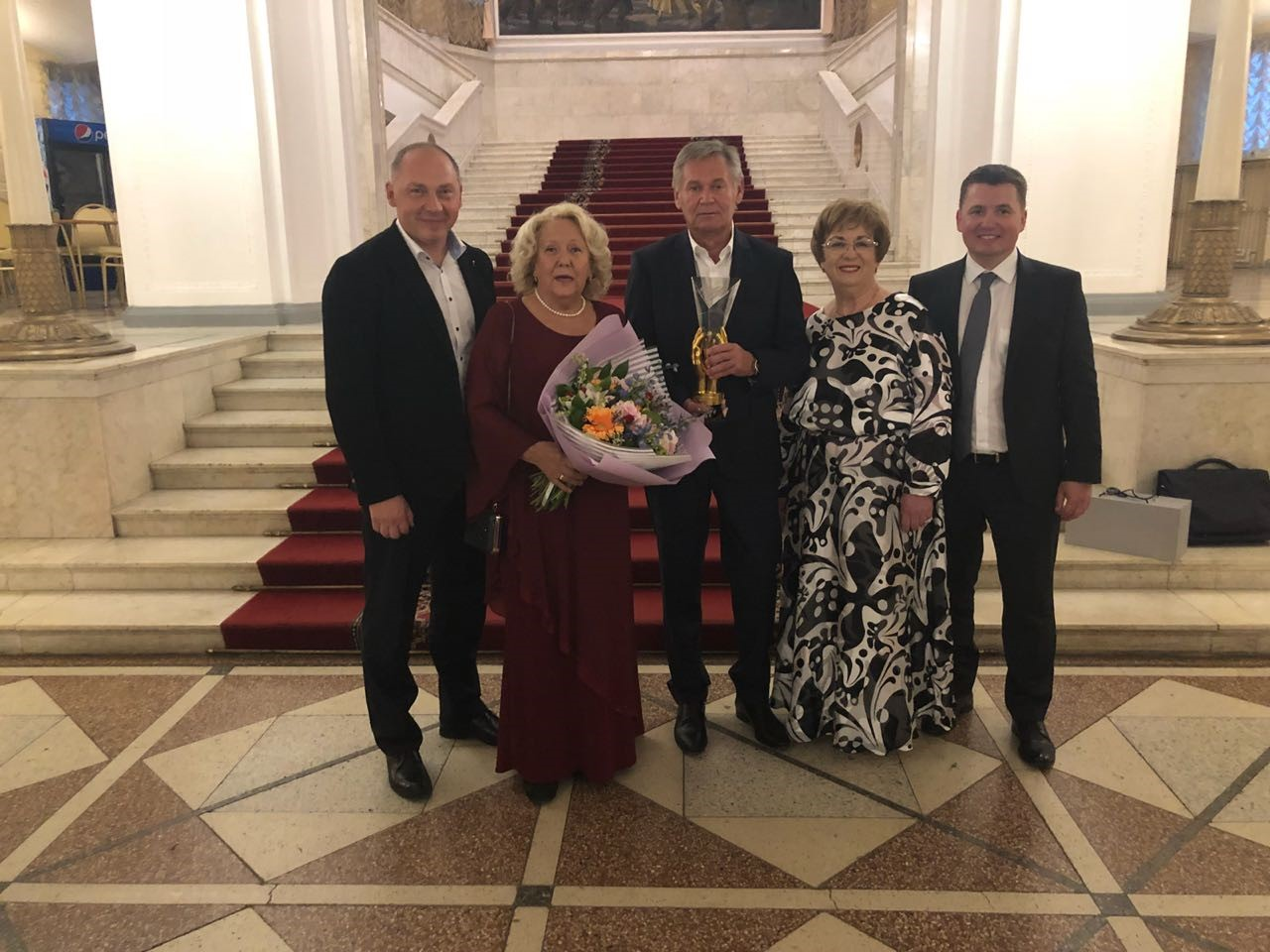
В. И. Киселёв (в центре) после церемонии награждения Национальной премией лучшим врачам России «Призвание» в номинации «создание нового метода диагностики» (2018). Слева направо: Генеральный директор АО «ГЕНЕРИУМ», д.м.н., проф. Д. А. Кудлай; Главный внештатный детский специалист фтизиатр Минздрава России, д.м.н., проф. В. А. Аксёнова; В. И. Киселёв; Зав. научно-клиническим отделом ГКУЗ МНПЦ борьбы с туберкулёзом ДЗМ, д.м.н., проф. Л. В. Слогоцкая; сотрудник АО «ГЕНЕРИУМ» А. Курилла

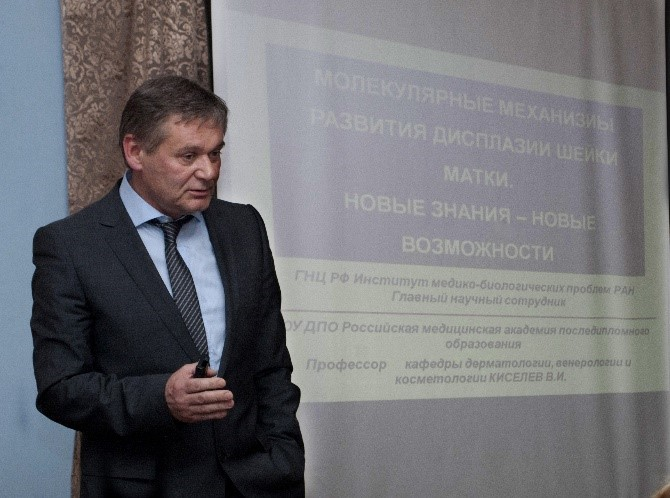
В. И. Киселёв во время лекции

### Семья
Всеволод Киселёв родился 10 сентября 1953 года в Риге (Латвийская ССР).
Отец — Иван Яковлевич Киселёв (1920—1972) — журналист газет «Известия», «Строительная газета», «Целинный край», участник финской кампании (1939—1940) и Великой Отечественной войны, защитник Ленинграда в годы блокады, имеет боевые награды. После ранения и демобилизации окончил факультет журналистики Свердловского университета (сейчас Уральский государственный университет им. А. М. Горького) и был распределен в Ригу.
Мать — Галина Григорьевна Киселёва (1920—1996) — по образованию учитель русского языка и литературы.
Братья — старшие, Виталий и Олег Киселёвы.
Жена — Киселёва Наталья Магадеевна.
Сын — Киселёв Максим Всеволодович (род. 1974).

### Образование
В школьные годы большое влияние на появление у Всеволода Киселёва интереса к биологии и медицине оказал старший брат Олег Иванович Киселёв (1945—2015) — впоследствии академик РАМН и РАН, директор НИИ гриппа им. А. А. Смородинцева Министерства здравоохранения РФ (с 1988 по 2015 год).
В 1976 году — Всеволод Киселёв окончил Карагандинский государственный медицинский институт (сейчас Карагандинская государственная медицинская академия) по специальности «лечебное дело», после чего в течение нескольких лет работал по распределению врачом скорой помощи в Темиртау (Казахстан, Карагандинская область) и судовым врачом Мурманской Центральной Бассейновой больницы.

### Научная карьера
С 1978 по 1981 год — аспирант Института молекулярной биологии АН СССР (сейчас Институт молекулярной биологии им. В. А. Энгельгардта РАН).
В 1982 году — защитил кандидатскую диссертацию (МГУ им. М. В. Ломоносова), посвящённую изучению структурной организации гена цитохромоксидазы митохондриальной ДНК, в которой впервые в стране использовал методы генетической инженерии для исследования фундаментальных вопросов ферментативного катализа.
С 1982 по 1986 год — работал старшим научным сотрудник во Всесоюзном Институте прикладной микробиологии (сейчас Государственный научный центр прикладной микробиологии и биотехнологии) (Оболенск, Московская область), где в течение нескольких лет провёл цикл исследований, посвящённых роли «генов тревоги» в жизнедеятельности чумного и туляремийного микробов. Впервые в мировой практике была выявлена ключевая роль белков теплового шока (БТШ) в проявлении патогенности особо опасных микроорганизмов, проведено клонирование соответствующих генов и заложены фундаментальные основы использования БТШ в процессах распознавания чужеродных антигенов.
В 1986 году — возглавил лабораторию молекулярной биологии во вновь созданном Институте прикладной молекулярной биологии Минздрава СССР (впоследствии Всероссийский Научный центр молекулярной диагностики и лечения).
С 1998 года — там же заместитель генерального директора.
C 1986 по 2004 год — В. И. Киселёв и руководимый им коллектив показали, что БТШ регулируют в бактериальной клетке процессы утилизации аномальных и рекомбинантных полипептидов. В дальнейшем эти наблюдения легли в основу конструирования штаммов-продуцентов рекомбинантных белков и специализированных векторных плазмид для регуляции протеолитической активности клеток. В данных исследованиях впервые были использованы оригинальные подходы для негативной регуляции синтеза БТШ с помощью антисмысловых РНК.
В 1989 году — защитил докторскую диссертацию на тему «Генетический контроль протеолитических процессов в клетках Escherichia coli, Pseudomonas aerouginosa и Pseudomonas putida».
В 1994 году — В. И. Киселёву было присвоено учёное звание профессора по специальности «молекулярная биология».
В 1990-е — 2000-е годы под руководством В. И. Киселёва были созданы штаммы-продуценты термофильных ДНК-полимераз и на их основе разработаны универсальные методы идентификации микроорганизмов с использованием метода полимеразной цепной реакции (ПЦР), а также ряд новых рекомбинантных противоопухолевых и противоинфекционных вакцин на основе БТШ, в которых БТШ использовались как адъювантные носители с мощным иммуномодулирующим действием и факторы эффективной HLA-презентации чужеродных антигенов. Разработанная технология защищена несколькими патентами РФ.
С 2004 по 2010 год — возглавлял лабораторию биотехнологии в НИИ молекулярной медицины ММА им. И. М. Сеченова (сейчас Первый МГМУ им. И. М. Сеченова), одновременно являясь заместителем директора по научной работе данного института. В этот период под руководством В. И. Киселёва были успешно завершены работы по конструированию вакцин для иммунотерапии заболеваний, ассоциированных с вирусами папилломы человека (ВПЧ), — рецидивирующего респираторного папилломатоза гортани и рака шейки матки. Конструированию вакцин для терапии рака шейки матки предшествовали важные исследования по идентификации опухольспецифического маркёра при инфицировании эпителия шейки матки ВПЧ и последующего канцерогенеза. Было установлено и научно обосновано, что вирусный онкобелок Е7 является ключевым маркёром онкогенеза ВПЧ-инфицированных эпителиальных клеток. На основании полученных данных была разработана первая отечественная диагностическая тест-система для определения вирусного онкобелка Е7, эффективно выявляющая ранние процессы опухолевой трансформации на доклинических стадиях рака шейки матки. Были инициированы исследования по разработке новых методов патогенетической терапии ВПЧ-ассоциированных заболеваний с помощью веществ природного происхождения с мультитаргетной биологической активностью.
С 2010 по 2015 год — являлся Советником директора ФГБУ Национальный исследовательский центр «Курчатовский институт».
В 2011 году — В. И. Киселёв был избран членом-корреспондентом РАМН, член-корреспондент РАН с 2014 года.
В 2000-е годы организовал и возглавил фармацевтическую компанию «МираксФарма», впоследствии преобразованную в успешные на отечественном фармацевтическом рынке компании «ИльмиксГрупп» и «МираксБиоФарма». Данные компании являются единой фармацевтической структурой полного цикла и работают в рамках комплексного подхода: от научно-исследовательских разработок новых молекул до собственного производства и реализации препаратов с патентной защитой. Препараты нового поколения, автором-разработчиком которых является В. И. Киселёв, на эпигенетическом уровне действуют на молекулярные механизмы раннего канцерогенеза и предназначены для патогенетической профилактики онкологических заболеваний органов репродуктивной системы.
С 2017 года — заместитель директора по науке Института онкогинекологии и маммологии ФГБУ «Национальный медицинский исследовательский центр акушерства, гинекологии и перинатологии им. академика В. И. Кулакова» Министерства здравоохранения РФ.

## Главные научные и практические достижения

### Диаскинтест
В. И. Киселёв является автором-разработчиком диагностического иммунологического внутрикожного теста Диаскинтест для выявления носителей туберкулёзной инфекции (Патент РФ № 2360926. Регистрационное удостоверение № ЛСР-006435/08 от 11.08.2008). Основу данного теста составляет рекомбинантный белок, содержащий два связанных между собой антигена — ESAT6 и CFP10, которые характерны для патогенных штаммов микобактерий туберкулеза Mycobacterium tuberculosis, но отсутствуют в вакцинном штамме Mycobacterium bovis БЦЖ и у большинства нетуберкулёзных микобактерий. В связи с этим Диаскинтест вызывает иммунную реакцию только на микобактерии туберкулёза и не дает реакции, связанной с вакцинацией БЦЖ. Благодаря данным качествам Диаскинтест обладает практически 100%-ной чувствительностью и специфичностью и позволяет исключить ложноположительные реакции, которые проявляются при проведении традиционного внутрикожного туберкулинового теста (реакция Манту) у вакцинированных лиц (поствакцинальный иммунитет) в 40-60 % случаев. По разным оценкам и в разных регионах России чувствительность теста Диаскинтест (наличие положительной реакции у лиц с достоверно подтверждённым диагнозом) составляет около 96 %, а специфичность (отрицательная реакция на пробу у абсолютно здоровых людей) — 99,0 %. Техника постановки и учёта результатов для теста Диаскинтест идентична таковой для пробы Манту с туберкулином. Вакцинация БЦЖ не влияет на результаты теста Диаскинтест.
В России использование теста Диаскинтест утверждено Приказом МЗ РФ № 855 от 29 октября 2009 года. В настоящее время Диаскинтест введён в широкую практику в Российской Федерации и в странах СНГ, с 2017 года его применение в скрининге туберкулёза у детей старше 7 лет и подростков регламентировано Приказом Минздрава России № 124н от 21 марта 2017 года, а также рядом других, ранее опубликованных нормативных документов.
В 2012 году В. И. Киселёву в составе коллектива авторов была присуждена премия Правительства РФ 2011 года в области науки и техники за научное обоснование, разработку и внедрение в клиническую практику биотехнологического инновационного продукта для идентификации туберкулёзной инфекции у взрослых и детей — препарата Диаскинтест. В 2014 году эта работа была удостоена Международной премии Галена, а в 2018 году — Национальной премии лучшим врачам России «Призвание» в номинации «Создание нового метода диагностики».
В мае 2018 года в Женеве в штаб-квартире Всемирной организации здравоохранения (ВОЗ) состоялось рабочее совещание российских специалистов, представивших Диаскинтест, с представителями ВОЗ, реализующими программу по ликвидации туберкулёза. По мнению экспертов[каких?], впервые на столь высоком международном уровне обсуждалась оригинальная отечественная разработка в качестве современного решения глобальной проблемы диагностики туберкулёза. Российская делегация подробно представила процесс разработки, результаты доклинических и клинических исследований и опыт применения теста в России и странах СНГ, который на данном этапе превышает 40 млн поставленных проб. Представленные данные вызвали высокую заинтересованность и поддержку у представителей ВОЗ. Специалистами была отмечена эффективность и безопасность диагностического теста Диаскинтест (производитель — АО «Генериум», Россия), а также его перспективность для распространения в развивающихся странах и возможность внесения данного теста в перечень рекомендаций ВОЗ.
В апреле 2022 года Диаскинтест прошёл оценку ВОЗ и был включен в оперативное руководство ВОЗ по кожным тестам. В опубликованном документе российская разработка была признана точным, реально осуществимым и экономически эффективным методом скрининга туберкулеза, который представляет собой альтернативу кожной туберкулиновой пробе (реакции Манту) и тестам, основанным на определении высвобождения гамма-интерферона. В 2022 году ожидается публикация полного обновленного сводного руководства ВОЗ по диагностике туберкулеза.

### Разработка фармацевтических препаратов
С начала 2000-х годов В. И. Киселёв занимается разработкой нового поколения фармацевтических субстанций и лекарственных средств, предназначенных для лечения пролиферативных процессов и патогенетической профилактики предопухолевых и опухолевых заболеваний репродуктивной системы. Данные препараты производятся в соответствии с международным стандартом GMP и содержат в качестве активных компонентов молекулы природного происхождения с мультитаргетной противоопухолевой активностью и высоким уровнем безопасности (низким уровнем токсичности). Они обладают противоопухолевой эпигенетической активностью, а также избирательным ингибирующим действием по отношению к туморогенным опухолевым стволовым клеткам и ранним метастатическим процессам. Все препараты имеют патентную защиту.
Среди них БАД, не являющийся лекарственным средством (сайт производителя препарата https://indinol.ru/), препарат Индинол Форто, являющийся универсальным корректором патологических гиперпластических процессов в тканях молочной железы и обладающий онкопрофилактической активностью, а также лекарственный препарат Цервикон-ДИМ, предназначенный для лечения дисплазий шейки матки. Препарат Индинол Форто был внесён в перечень клинических рекомендаций Российского общества онкомаммологов 2015 года по лечению доброкачественных заболеваний молочных желёз, а также в текст последнего 2-го издания Национального руководства по маммологии.
Под руководством В. И. Киселёва выполнен ряд исследований, являющихся пионерскими в области изучения эпигенетики предраковых и доброкачественных заболеваний репродуктивной системы.
В течение последних 10-15 лет В. И. Киселёвым совместно с коллегами был теоретически и экспериментально обоснован новый подход к фармакологической коррекции и профилактике онкогинекологических заболеваний с использованием инновационных препаратов мультитаргетной эпигенетической терапии, а также разработаны фундаментальные основы патогенетической профилактики онкологических заболеваний, опубликованные в серии монографий.
Важным вкладом в формирование современной концепции оптимального комбинированного лечения злокачественных опухолей репродуктивной системы являются опубликованные в журнале BMC Cancer в 2018 году результаты 5-летнего сравнительного клинического исследования, проведённого на больных с распространённым серозным раком яичников, которые после регламентированного комбинированного лечения в качестве долговременной поддерживающей терапии принимали препараты Индинол Форто и Промисан (АО «МираксБиоФарма», г. Москва). На фоне приема данных препаратов отмечалось статистически значимое повышение медианы общей выживаемости больных раком яичников почти в 1,5 раза, безрецидивной выживаемости — вдвое, а также драматическое снижение частоты асцитных рецидивов (8-9 % против 60-63 % в контроле) и значимое улучшение показателей качества жизни пациентов. Данные препараты были безопасны и не имели системной токсичности.

## Основные научные труды
- Киселёв В. И. Вирусы папилломы человека в развитии рака шейки матки. — М.: Димитрейд График Групп. — 2004. — 184 с. — ISBN 5-93620-029-9.
- Ашрафян Л. А., Киселёв В. И. Опухоли репродуктивных органов (этиология и патогенез). — М.: Димитрейд График Групп. — 2007. — 216 с. — ISBN 5-93620-035-3.
- Киселёв В. И., Муйжнек Е. Л. Общие принципы профилактики метастатической болезни и сенсибилизации опухолей. — М.: Димитрейд График Групп. — 2007. — 128 c. — ISBN 5-93620-037-X
- Пальцев М. А., Киселёв В. И., Муйжнек Е. Л. Молекулярные мишени в профилактике и лечении гиперплазии и рака предстательной железы. — М.: Димитрейд График Групп. — 2009. — 484 c. — ISBN 978-5-93520-036-6.
- Ашрафян Л. А., Киселёв В. И., Муйжнек Е. Л. Патогенетическая профилактика рака репродуктивных органов. — М.: Димитрейд График Групп. — 2009. — 176 c. — ISBN 978-5-93620-038-0.
- Киселёв В. И., Сидорова И. С., Унанян А. Л., Муйжнек Е. Л. Гиперпластические процессы органов женской репродуктивной системы: теория и практика. — М.: Медпрактика-М. — 2011. — 468 c. — ISBN 978-5-98803-232-8.
- Ашрафян Л. А., Киселёв В. И. Современная онкология, молекулярная биология и перспективы эффективной терапии. — М.: Молодая гвардия. — 2015. — 94 с. — ISBN 978-5-235-03864-6.
- Муйжнек Е.Л., Киселёв В.И., Рожкова Н.И., Ашрафян Л.А. Между мастопатией и раком молочной железы: факторы риска и патогенетическое лечение. – М.: ГЭОТАР-Медиа. – 2024. – 336 с. – ISBN 978-5-9704-8365-7.

## Членство в редакциях научных журналов
Молекулярная медицина (член редколлегии).

## Награды и премии
- Дважды лауреат премии Правительства РФ в области науки и техники (в составе авторов): 2005 года — за научное обоснование, разработку и внедрение системы защиты населения Российской Федерации от новых биологических угроз; 2011 года — за научное обоснование, разработку и внедрение в клиническую практику биотехнологического инновационного продукта для идентификации туберкулезной инфекции у взрослых и детей — препарата «Диаскинтест».
- Лауреат Международной премии Галена (Prix Galien Russia)[64] за выдающееся достижение в области фармакологии в номинации «биофармацевтическое исследование России» — создание диагностического теста «Диаскинтест» (2014). Премией Prix Galien награждаются выдающиеся мировые достижения в улучшении условий жизни человека путем развития инновационных методов лечения и технологий.
- Лауреат Национальной премии лучшим врачам России «Призвание» в номинации «создание нового метода диагностики» (2018).
- Награждён медалью «За трудовую доблесть» (1991).